# Sukekiyo
Sukekiyo är ett japanskt band med medlemmar från bland annat Dir en grey och Rentrer en Soi. 

## Bandmedlemmar
- Kyo (京): sång, programmering (Dir en grey, Petite Brabançon)
- Takumi (匠): gitarr, piano (fd. Rentrer en Soi och stödmedlem i Dir en grey)
- Uta: gitarr (fd. 9Goats Black Out)
- Yuchi (裕地): bas (fd. Kannivalism, Wing Works)
- Mika (未架): trummor (fd. Rentrer en Soi, Forbidden Days Rhapsody)

## Diskografi
Fullängdsalbum
- INFINITUM (2019)
- ADORATIO (2017)
- VITUM (2015)

- IMMORTALIS (2014)

Singlar / EPs
- SALUS (2021)
- KISSES (2018)
- こうも違うモノなのか、要するに (1 shot analog recording -demo ver.) (2018)
- 黝いヒステリア (2017)
- Anima (2016)
- Mimi Zozo (2015)
- 2014 live: 別れを惜しむフリは貴方の為 (2014)
- The Daemon's Cutlery (2014)